# Taalimperialisme
Het begrip taalimperialisme houdt het door taal veroveren van andere gebieden in. Het gaat om een systematische taalpolitiek met politieke, economische en culturele middelen in die taaldominantie bevordert. Het doel is om op die manier de eigen politieke, economische en culturele belangen te bevoordelen. Als gevolg daarvan kunnen zwakkere culturen, taalgemeenschappen en minderheden benadeeld raken. Taalimperialisme is een vorm van cultuurimperialisme.
Het begrip is in cultuurpolitieke en taalwetenschappelijke discussies omstreden geraakt; critici beschouwen het als een politiek geïnspireerde term, verg. anti-imperialisme.
In het moderne imperialisme van de negentiende eeuw is taalimperialisme als onderdeel van de beheerspolitiek in de koloniën aantoonbaar: de taal van het bestuur was die der kolonisatoren, net als die in het onderwijs en in de handel. De taal van de kolonisator niet overnemen betekende de hongerdood tegemoetzien. Toen en nu nog zie je in de derde wereld taalrepressie optreden tegen de inheemse talen (zie de politiek in Marokko t.o.v. de Berbers).